# Gospel Plow
Gospel Plow – tradycyjna piosenka gospelowa, zaaranżowana i nagrana przez Boba Dylana na jego pierwszym albumie Bob Dylan w listopadzie 1961. Inne tytuły tego utworu: „Hold On”, „Keep Your Eyes on the Prize”, „Keep Your Hand on the Plow”.

## Historia utworu
Dylanowski „Gospel Plow” jest dawnym i szacownym spiritualem znanym najczęściej pod tytułem „Hold On”. Muzyk przearanżował utwór i użył tego tytułu.
Przez większość badaczy folkloru uważany jest za afroamerykański spiritual. Jednak był on również hymnem wykonywanym przez białych fundamentalistów z „Holiness Churches” (wywodzących się głównie z metodystów). Ruch ten cieszył się pewnym powodzeniem po wojnie secesyjnej. Wykonywali oni pieśni tak emocjonalnie (kładli olbrzymi nacisk na muzykę i nawet taniec), że dorównywali w tym nawet kościołom afroamerykańskim. To przyciągało do nich ludzi z nawet najbardziej izolowanych górskich społeczności.
Folklorysta Cecil Sharp usłyszał ten utwór wykonywany w 1917 r. w jednym z kościołów należących do białej wspólnoty religijnej w Kentucky i był przekonany, że utwór ten uległ wpływom afroamerykańskim.
Kluczową frazą pieśni jest „Hold on, keep your hand on the plow, hold on'”, która była używana aby wywołać silny oddźwięk u słuchaczy.
- W 1958 r. Mahalia Jackson z orkiestrą Duke’a Ellingtona wykonała ten hymn na koncercie w Newport, co zostało uwiecznione na koncertowym albumie Live at Newport 1958 wydanym w 1994 r.

- W 1960 r. ukazał się koncertowy album Odetty Odetta at Carnegie Hall, na którym znalazła się jej wersja tego hymnu.

## Wersje Boba Dylana
Wersja Dylana jest wykonywana w bardzo szybkim tempie i do tego jego partie wokalne uzupełnione są typową dylanowską grą na harmonijce ustnej. Wszystkie wersje dylanowskie są niezwykle dynamiczne.
Pierwsze nagranie tego utworu przez Dylana pochodzi z jego koncertu z 4 listopada 1961. Koncert ów odbył się w Carnegie Recital Hall i Dylana wysłuchało wtedy 50 osób.
22 grudnia 1961, podczas jazdy do domu na Boże Narodzenie, Dylan został nagrany przez Tony’ego Glovera w domu Bonnie Beecher w Minneapolis w stanie Minnesota. Nagrania z tej taśmy przewyższają te z jego pierwszego albumu i stały się podstawą pierwszego bootlegu w historii, noszącego tytuł Great White Wonder. Jednym z nagranych utworów był „Gospel Plow”.
Tego samego dnia został nagrany przez Dave’a Whittakera i taśma ta, zawierająca również „Gospel Plow”, nosi tytuł Minnesota Hotel Tape.
28 sierpnia 1963 Dylan wystąpił podczas Marszu na Waszyngton i wykonał trzy utwory, wśród nich „Keep Your Eyes on the Prize”. Towarzyszyli mu Len Chandler (śpiew i gitara), Joan Baez (śpiew i gitara) i być może także G.I. Turner (gitara).

## Inne wersje
- Pete Seeger zaśpiewał tę pieśń na koncercie w Village Gate, co zostało uwiecznione na albumie Pete Seeger at the Village Gate, Volume 2.
- W 1987 r. hymn ten został nagrany na albumie To Be His Child grupy Nashville Bluegrass Band.
- Pieśń ta, w wykonaniu Mahalii Jackson, została umieszczona (jako „Keep Your Hand on the Plow”) na jej podwójnym zbiorczym albumie Gospels, Spirituals & Hymns w 1991 r.